# Paxtakor
Paxtakor (uzb. cyr.: Пахтакор; ros.: Пахтакор, Pachtakor) – miasto we wschodnim Uzbekistanie, w wilajecie dżyzackim, siedziba administracyjna tumanu Paxtakor. W 1989 roku liczyło ok. 15,5 tys. mieszkańców. Ośrodek przemysłu włókienniczego.
Miejscowość otrzymała prawa miejskie w 1974 roku.